# Emscherkurve 77
Emscherkurve 77 ist eine 2000 in Oberhausen gegründete Streetpunk-Band. Das Titellied ihrer ersten CD, Die Macht vom Niederrhein (basierend auf dem Song No Surrender von Bruce Springsteen), ist seit 2001 die offizielle Einlaufmusik des SC Rot-Weiß Oberhausen, die zu Beginn der ersten Halbzeit gespielt wird. Im Jahr 2011 komponierte Emscherkurve 77 eine neue Stadionhymne „Rot-Weiß Oberhausen“, die zu Beginn der zweiten Halbzeit gespielt wird. In ihren Texten geht es um Spaß, Lebensfreude, den Fußball und das Leben im Ruhrgebiet sowie den Alltag des kleinen Mannes.

## Diskografie
- Die Macht vom Niederrhein MCD/10″ (Knock-Out Records)
- Lern ma Deutsch! CD/LP (Knock-Out Records) u. a. mit Dropkick Murphys, The Toasters, Agnostic Front, Cockney Rejects u. v. m.
- One Size Slits All! Split mit Hudson Falcons CD/Picture LP (Knock-Out Records)
- Lieder aus der Kurve CD/LP (Sunny Bastards Records / Street Justice Records)
- Dat soll Punkrock sein?! CD/PictureLP (Sunny Bastards Records / Crazy United Records)
- Buch des Lebens CD/LP (Sunny Bastards Records)
- Zweite Wahl (Demos und anderer Kram) CD (Rock Against Emscherkurve 77 Records)
- Brandgefährlich CD/LP (Sunny Bastards Records)
- Stimmen der Stadt CD/LP (Sunny Bastards Records)
- Diverse Samplerbeiträge, u. a. auf Tributeplatten für The Business, The 4-Skins, Gunter Gabriel, Johnny Cash, Die Kassierer, Slime, Brigade S., Dropkick Murphys (Verschiedene Labels)
- Split-5″-Vinyl-Single mit 8MM aus Brasilien (Crazy United Records)
- Split-7″-Vinyl-Single mit Warrior Kids aus Frankreich (Randale Records)
- Split-12″-Vinyl-Single mit Hounds & Harlots aus San Francisco (Sunny Bastards Records)
- Wurzeln, Seele, Elternhaus 7″-Vinyl-Single (Sunny Bastards Records)
- Split-7″-Vinyl-Single mit Ghostbastardz (Sunny Bastards Records)
- Augen zu und durch 12″-Vinyl-EP (Sunny Bastards Records)